# شبگرد-باز ریزجثه
شبگرد-باز ریزجثه (نام علمی: Chordeiles pusillus) نام یک گونه از تیره شبگردان است.